# هيب ثي لو
هيب ثي لو (بالإنجليزية: Hiep Thi Le)‏ هي صاحبة مطعم وممثلة أمريكية، ولدت في 30 نوفمبر 1971 بدا نانغ في فيتنام، وتوفيت في 19 ديسمبر 2017 بلوس أنجلوس في الولايات المتحدة بسبب سرطان المعدة.

## أعمال

### أفلام
- (1993) السماء والأرض

## وصلات خارجية
- هيب ثي لو على موقع IMDb (الإنجليزية)
- هيب ثي لو على موقع روتن توميتوز (الإنجليزية)
- هيب ثي لو على موقع ميوزك برينز (الإنجليزية)
- هيب ثي لو على موقع أول موفي (الإنجليزية)
- هيب ثي لو على موقع ديسكوغز (الإنجليزية)
- هيب ثي لو على موقع قاعدة بيانات الفيلم (الإنجليزية)